# Return to Form
Return to Form: Live at the Blue Note ist ein Jazzalbum von Onaje Allan Gumbs. Die 2000 im New Yorker Jazzclub Blue Note entstandenen Aufnahmen erschienen am 4. November 2003 auf Half Note Records.

## Hintergrund
Bei seinem Konzert im Blue Note spielte Gumbs mit Marcus McLaurine (Kontrabass), Payton Crossley (Schlagzeug), Gary Fritz (Perkussion) und auf einigen Stücken mit dem Saxophonisten René McLean. Es war Gumbs’ viertes Album unter eigenem Namen nach dem 1989 aufgenommenen Album Dare to Dream, das dem Genre des Smooth Jazz zuzurechnen ist. Im Gegensatz dazu spielte Gumbs hier in der Postbop-Tradition mehrere Eigenkompositionen und drei weitere Titel, „Daydream“ von Duke Ellington/Billy Strayhorn, „Equinox“ von John Coltrane und „Dreamsville“ von Henry Mancini.
Die „Rückkehr“, auf die der Titel anspielt, bezieht sich vermutlich auf die Abwendung von dem Pop-Jazz, der fast zwei Jahrzehnte zuvor Gumbs’ primäre Ausdrucksweise gewesen sei, meinte John Chacona. Dieser habe mit seiner Tätigkeit für Norman Connors und Woody Shaw seinen guten Ruf als von Herbie Hancock beeinflusster Pianist etabliert, wurde dann aber musikalischer Leiter für Sänger wie Angela Bofill und Jeffrey Osborne. Ungefähr zehn Jahre vor den Blue-Note-Aufnahmen trat er mit einer Reihe von Pop-Jazz-CDs in Erscheinung.

## Titelliste

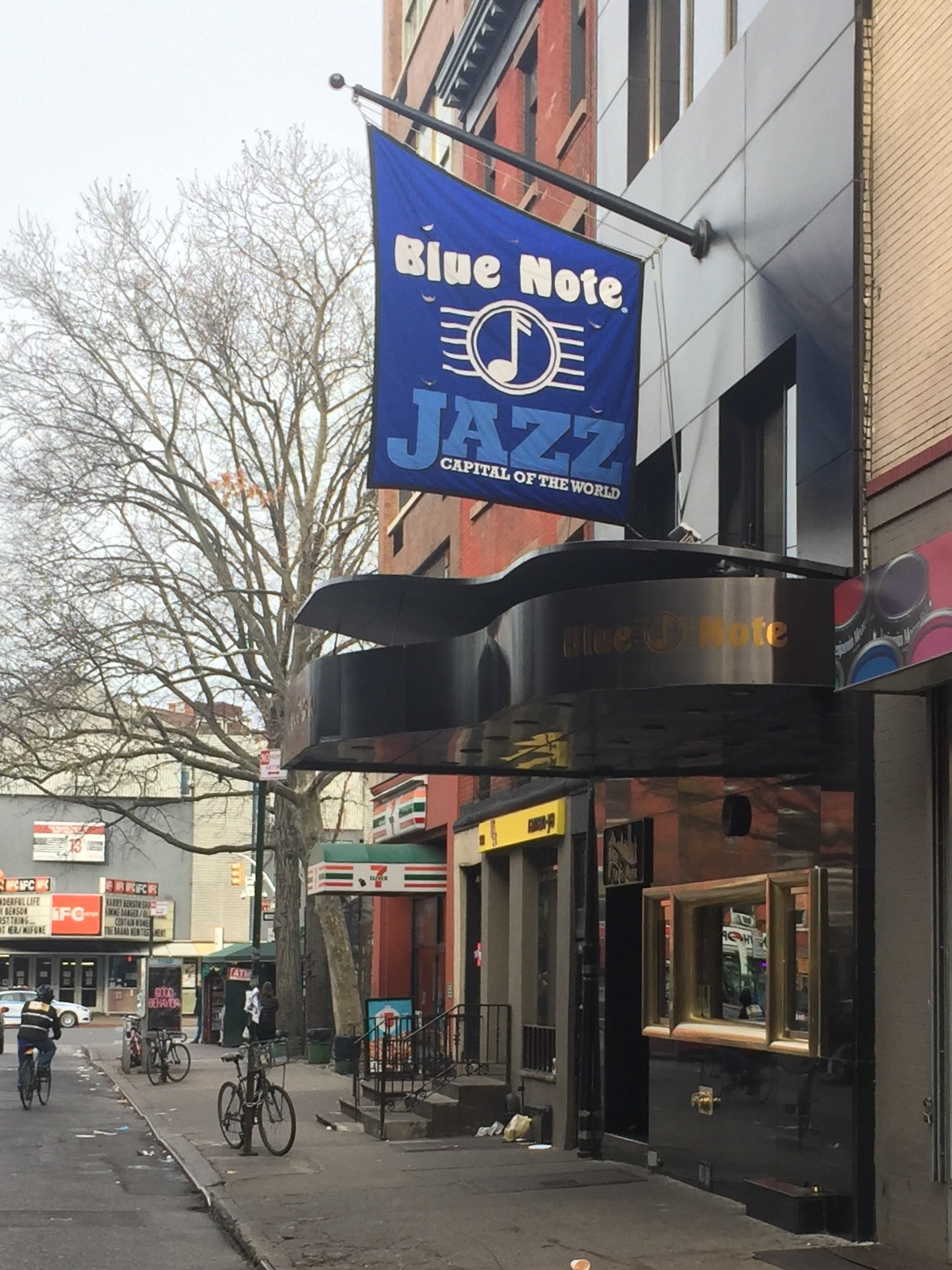
The Blue Note (New York City 2016)

- Onaje Allan Gumbs: Return to Form (Half Note Records HN 4915)[3]
  1. First Time We Met – 4:53
  2. Palace of the Seven Jewels – 7:37
  3. Dreamsville (Ray Evans, Jay Livingston, Henry Mancini) – 6:08
  4. Left Side of Right – 6:50
  5. A Breath of Fresh Air – 6:03
  6. So Nice – 4:17
  7. Equinox (John Coltrane) – 12:57
  8. Daydream (Duke Ellington, John Latouche, Billy Strayhorn) – 6:34
  9. Quiet Passion – 8:48
- Alle anderen Kompositionen stammen von Onaje Allan Gumbs.

## Rezeption
Ken Dryden verlieh dem Album in AllMusic 4½ (von fünf) Sterne und meinte, Onaje Allan Gumbs sei ein hochgelobter Pianist unter seinen Jazzkollegen, obwohl es überraschend sei, dass dieser Veteran nicht öfter als Leader aufgenommen habe. Auf diesem Live-Set aus dem Jahr 2000 aus dem Blue Note erlebe man ihn „in großartiger Form“. Gumbs’ innovativer Ansatz bei John Coltranes Equinox ist wunderbar, so der Autor; „es ist auf einen Latin-Rhythmus eingestellt, der den Bass-Vamp von „A Love Supreme“ ersetzt und gleichzeitig mehrere andere Werke von Coltrane in einer spannungsvollen Folge zitiert.“ Hervorhebenswert sind nach Ansicht Drydens auch seine schimmernden Trio-Arrangements von Daydream, einer wunderschönen Ballade von Ellington und Strayhorn, und Mancinis „Dreamsville“. Der intime Sound dieser sehr empfehlenswerten CD vermittele „das Gefühl, einen Tisch in der ersten Reihe im Club zu haben“,resümiert Ken Dryden.

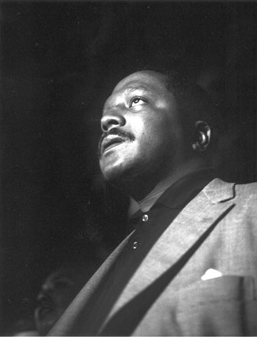
Bud Powell

John Chacona (One Final Note) äußerte einige Vorbehalte: „Der in Harlem geborene Pianist klingt, als hätte er das andere Lager nicht ganz verlassen. Nicht, dass daran etwas falsch ist. Die wenigen Pop-Jazz-Alben von ihm, die ich gehört hatte, waren immer sorgfältig ausgearbeitet und im besten Geschmack. Aber was in einer kommerziellen Sprache so gut funktioniert hat, wird zu einer Verpflichtung, wenn er neben angenehmen, ordentlichen Gumbs-Originalen wie ‚So Nice‘ und ‚Quiet Passion‘ fleischhaltigere Gerichte wie Coltranes ‚Equinox‘ und Billy Strayhorns ‚Daydream‘ anbiete.“ Gumbs’ Interpretation der Musik von Coltrane und Strayhorn sei wahrscheinlich der Höhepunkt der CD, meint Chacona, an anderer Stelle hingegen scheine er in Schwierigkeiten zu geraten, wenn er schnelle Läufe mit der rechten Hand spielt. Vielleicht sei es beabsichtigt, neint der Autor, aber es gebe eine beliebige Anzahl von Stellen, an denen Gumbs einen dieser langen, reinrassigen Single-Notes-Läufe startet, die seit Bud Powell die Grundvoraussetzung für Straightahead-Soli sind. Dann ist es, als würden seine Finger gefesselt und die Noten ineinander krachen wie die Wagen eines Zuges, der von den Gleisen abgekommen ist, aber vielleicht sei das nur sein Stil nach der Rückkehr. Auf jeden Fall ist es nicht der mühelose, fließende Stil, der Gumbs vor dreißig Jahren als den Nächstbesten nach Hancock etabliert habe. Wenn er so spielt – und nichts deutet darauf hin, dass er es nicht kann –, ist die „Rückkehr zur Form“ vollständig.
Nach Ansicht von Steve Futterman, der das Album in JazzTimes rezensierte, finde man Gumbs auf Return to Form nach Jahren in anderen Genres „wieder im Jazzsattel“. In dieser knackig aufgenommenen Live-Session führe Gumbs ein engmaschiges Trio an, das hier und da vom Saxophonisten René McLean sowie von einem unauffälligen Perkussionisten unterstützt wird. Die Zeit außerhalb der Szene scheine für den Pianisten ein Stärkungsmittel gewesen zu sein, meint der Autor; er klinge durchweg sicher und konzentriert. Bei einer Trio-Darbietung von Henry Mancinis Dreamsville versieht Gumbs eine McCoy-Tyner-artige Konzeption mit köstlich entspannter Phrasierung, und eine schnelle Fassung von Daydream verleihe dem Strayhorn-Klassiker Lebensfreude. Es sei ermutigend zu hören, „wie ein Veteran zur Aktion zurückkehrt“, resümiert Futterman, „die weiterentwickelter und involvierter klingt als erwartet“.